# Козырев, Алексей Павлович
Алексе́й Па́влович Ко́зырев (род. 16 августа 1968 года, Москва, СССР) — российский философ, специалист по истории философии. Кандидат философских наук (1997), доцент кафедры истории русской философии (2001). Исполняющий обязанности декана философского факультета МГУ имени М. В. Ломоносова (2020).
Один из авторов Большой Российской энциклопедии и Энциклопедии для детей. Ведущий программы «Философский клуб» на радио «Русская служба новостей».

## Биография
Родился 16 августа 1968 года в Москве.
В 1992 году окончил философский факультет МГУ имени М. В. Ломоносова. В 1992 году проходил стажировку в Женевском университете. В 1997 году проходил стажировку в Высшей школе гуманитарных наук и Свято-Сергиевском православном богословском институте.
С 1992 года — младший научный сотрудник, с 1997 года — старший научный сотрудник, с 2001 года — доцент кафедры истории русской философии философского факультета МГУ, заместитель декана философского факультета по научной работе.
В 1997 году защитил диссертацию на соискание учёной степени кандидата философских наук по теме «Гностические влияния в философии Владимира Соловьёва».
С октября 2020 года — исполняющий обязанности декана философского факультета МГУ имени М. В. Ломоносова согласно приказу ректора МГУ академика В. А. Садовничего от 22.10.2020 № 2332К.

## Научная деятельность
Основные работы посвящены истории русской философии конца XIX — начала XX в. (В. С. Соловьёв, С. Н. Булгаков, К. Н. Леонтьев, В. Н. Ильин). Автор монографии «Соловьёв и гностики» (2007). Участвует в издании Собрания сочинений В. С. Соловьёва (2000—2001; 2011).
Член редакции «Историко-философского ежегодника» Института философии РАН. Входит в состав Синодальной библейско-богословской комиссии Русской православной церкви.

## Награды
- Медаль ордена «За заслуги перед Отечеством» II степени (2024)[5]
- Орден Святого благоверного князя Даниила Московского III степени (2024, РПЦ)[6]

## Научные труды

### Монографии
- Козырев А. П. Соловьёв и гностики. — М.: Савин С. А., 2007. — 543 с.

### Статьи

#### Энциклопедии
- Козырев А. П. Русская православная церковь в эмиграции. // Энциклопедия для детей. — Т.6. Религии мира. — 5 изд. — Ч. 2. — М., 1999;
- Козырев А. П. Русская религиозная философия // Энциклопедия для детей. — Т.6. Религии мира. — 5 изд. — Ч. 2. — М., 1999;
- Козырев А. П. Философия [в России] // Большая Российская энциклопедия. Россия. — М., 2004;
- Соловьёв, Владимир Сергеевич / Козырев А. П. // Сен-Жерменский мир 1679 — Социальное обеспечение. — М. : Большая российская энциклопедия, 2015. — С. 662—664. — (Большая российская энциклопедия : [в 35 т.] / гл. ред. Ю. С. Осипов ; 2004—2017, т. 30). — ISBN 978-5-85270-367-5.
- Козырев А. П. Ильин, Владимир Николаевич // Новая философская энциклопедия / Ин-т философии РАН; Нац. обществ.-науч. фонд; Предс. научно-ред. совета В. С. Стёпин, заместители предс.: А. А. Гусейнов, Г. Ю. Семигин, уч. секр. А. П. Огурцов. — 2-е изд., испр. и допол. — М.: Мысль, 2010. — ISBN 978-5-244-01115-9.

#### Научные журналы и сборники
на русском языке
- Козырев А. П. Парадоксы незавершенного трактата: к публикации перевода французской рукописи В. Соловьёва «София» // Логос. — 1992. — № 2;
- Козырев А. П. Владимир Соловьёв и Константин Леонтьев: диалог в поисках «русской звезды» // Начала, 1992, № 2;
- Козырев А. П. Смысл любви в философии Владимира Соловьёва и гностические параллели // Вопросы философии. — 1995. — № 7;
- Козырев А. П. Константин Леонтьев в «зеркалах» наследников // К. Н. Леонтьев. Pro et contra. Антология. В 2 кн. — СПб., 1995. Кн. 1;
- Козырев А. П. Перипатетик русского Парижа [К публикации книги В. Н. Ильина «Статика и динамика чистой формы»] // Вопросы философии. — 1996. — № 11;
- Козырев А. П. Наукоучение Владимира Соловьёва: к истории неудавшегося замысла. // Исследования по истории русской мысли. — СПб., 1997;
- Козырев А. П. Пражский дневник отца Сергия Булгакова (В соавт.) // Исследования по истории русской мысли. — М., 1998;
- Козырев А. П. Священник Сергий Булгаков: возвращение к Соловьёву // Исследования по истории русской мысли. — М., 1999;
- Козырев А. П. Нижегородская сивилла // История философии. — № 6. — М., 2000;
- Козырев А. П. Космогонический миф Владимира Соловьёва // Соловьёвский сборник. Материалы междунар. конференции «В. С. Соловьёв и его философское наследие». — М., 2001;
- Козырев А. П. «Религиозный материализм» С. Н. Булгакова // История русской философии. — М., 2001;
- Козырев А. П. Русская философия в поисках антропологии единосущия // Антропологический синтез: религия, философия, образование. — СПб., 2001;
- Козырев А. П. Две модели историософии в русской мысли (А. И. Герцен и Г. В. Флоровский versus софиология) // История мысли. Историография. — М., 2002;
- Козырев А. П. Русская философия: mode d’emploi // Неприкосновенный запас. Дебаты о политике и культуре. — № 02/22. — 2002;
- Козырев А. П. Андрогин «на пиру богов». // С. Н. Булгаков: религиозно-философский путь. Междунар. научная конференция, посв. 130-летию со дня рождения (под ред. А. П. Козырева). — М., 2003;
- Козырев А. П. В. В. Розанов и Вл. С. Соловьёв: Диалог в поисках Другого // Философия: прошлое и настоящее. — М., 2003;
- Козырев А. П. Я и Другой в русской философии. Эстетическое целое Другого. Отношение Я и Другого как исток философии диалога М. М. Бахтина // История. Культура. Общество. Междисциплинарные подходы.: Программы специализированных курсов и тексты лекций. В 2-х ч. Ч. 1. — М., 2003;
- Козырев А. П. «Женщина с профилем Наполеона» и судьбы русского гнозиса // Историко-философский ежегодник. 2003. — М., 2004;
- Козырев А. П. Гностические искания Соловьёва и культура Серебряного века // Владимир Соловьёв и культура Серебряного века. Серия «Лосевские чтения». — М., 2005;
- Козырев А. П. Отзыв на выход 50 № журнала Логос // Логос. — № 5 (50). — 2005.
- Козырев А. П. Русская философия в модусе национального // Iсторія философиi: теорія та методологія (До 100-річчя від нарождення В. Ф. Асмуса). Киев, 2006; Соловьёв и гностики. — М., 2007.
- Козырев А. П. Софиология о. Сергия Булгакова: «теологема» или «философема»? // Философия религии: Альманах 2010—2011 / Отв. ред. В. К. Шохин / Философский факультет МГУ им. М. В. Ломоносова; Ин-т философии РАН. — М.: Восточная литература, 2011. ISBN 978-5-02-036485-1
- Козырев А. П. Русская философия в поисках антропологии единосущия. // Семинар «Русская философия (традиция и современность)»: 2004—2009. Выпуск 12. / (сост., общ. ред. А. Н. Паршина). — М.: Русский путь, 2011. — 592 с. ISBN 978-5-85887-408-9
- Козырев А. П. Эстетическое целое Другого. Отношение Я и Другого как исток философии диалога М. М. Бахтина // Семинар «Русская философия (традиция и современность)»: 2004—2009. Выпуск 12. / (сост., общ. ред. А. Н. Паршина). — М.: Русский путь, 2011. — 592 с. ISBN 978-5-85887-408-9

на других языках
- Kozyrev A. P. Pour l’histoire du concept «unitotalité» chez Vladimir Soloviev // Istina. — 1992. — № 3;
- Kozyrev A. P. Le charnel et le corporel chez Serguei Boulgakov // L’experience du corps: rapport ou rupture avec la tradition // Cahiers du centre interdisciplinaire de méthodologie. — № 6. — Bordeaux;